# Вишнівецьке лісництво

Вишнівецьке лісництво» — територіально-виробнича одиниця ДП «Кременецьке лісове господарство» Тернопільського обласного управління лісового та мисливського господарства, підприємство з вирощування лісу, декоративного садивного матеріалу.
Контора лісництва розташована в смт Вишнівці Збаразького району.

## Відомості
Площа лісових насаджень — 2674,3 га, які розташовані в Збаразькому (2528,5 га) і Лановецькому (145,8 га) районах.
Є 4 майстерські дільниці. Середня площа майстерської дільниці — 668,8 га.

## Об'єкти природно-заповідного фонду
На території господарства знаходиться ? об'єктів природно-заповідного фонду: